# Marco Caccamo
Marco Caccamo (* 1971 in Italien) ist ein italienischer Informatiker.
Caccamo studierte an der Universität Pisa (Abschluss summa cum laude 1997 als Computeringenieur) und promovierte 2002 an der Scuola Superiore Sant’Anna in Pisa. Als Post-Doktorand war er an der University of Illinois at Urbana-Champaign, an der er 2008 Associate Professor und 2015 Professor wurde. Caccamo war dort leitender Wissenschaftler am Real Time and Embedded Systems Laboratory. Er war Gastprofessor an der  ETH Zürich und der TU München, an der er 2018 eine Humboldt-Professur erhielt. Er baut dort ein interdisziplinäres Institut für Cyber-Physical Systems auf.
Er ist Experte für (sicherheitskritische) digitale Vernetzung von Maschinen und Prozessen zum Beispiel in der Industrie über drahtlose Kommunikation. Die Technologie ist integraler Bestandteil des Internets der Dinge und der Industrie 4.0.
Er ist Mitherausgeber der IEEE Transactions on Computers. 2018 wurde er Fellow des IEEE für Beiträge zur Theorie und Anwendung von schwierigem Echtzeit-Multikern-Rechnen (Laudatio).

## Schriften (Auswahl)
- mit Giorgio Buttazzo, Giuseppe Lipari, Luca Abeni: Soft Real Time-Systems, Springer 2005
- mit L. Sha u. a.: Real time scheduling theory: A historical perspective, Real-time systems, Band 28, 2004, S.  101–155
- mit Lynn Y Zhang, Lui Sha, Giorgio Buttazzo: An implicit prioritized access protocol for wireless sensor networks, Proc. 23. IEEE Real-Time Systems Symposium (RTSS), 2002, S. 39–48
- mit G. Buttazzo u. a.: Elastic scheduling for flexible workload management, IEEE Transactions on Computers, Band 51, 2002, S. 289–302
- mit G. Buttazzo, L. Sha: Capacity sharing for overrun control, Proc. 21. IEEE Real-Time Systems Symposium, 2000, S. 295–304
- mit R. Pellizzoni u. a.: Worst case delay analysis for memory interference in multicore systems, Design, Automation & Test in Europe Conference & Exhibition (DATE), 2010